# Цыбикжапов, Алдар Олегович
Алдар Олегович Цыбикжапов (род. 7 февраля 1996 года) — российский спортсмен, стрелок из лука. Чемпион Европы и бронзовый призер чемпионата Европы в командных соревнованиях и смешанных командах (микст) (2021).  
Двукратный чемпион России (2024, 2025), четырехкратный серебряный (2018, 2023, 2024, 2025) и бронзовый (2021) призер чемпионата России в личных соревнованиях. Трехкратный чемпион России (2019, 2022, 2024) и серебряный (2023) и бронзовый (2018) призер чемпионата России в командных соревнованиях. Чемпион России (2024), серебряный (2021) и бронзовый (2022) призер чемпионата России в смешанных командах (микст). Серебряный (2023) и бронзовый (2021) призер чемпионата России в помещении в личных соревнованиях. Чемпион России в помещении (2018), трехкратный серебряный (2017, 2021, 2023) и двукратный бронзовый (2019, 2022) призер чемпионата России в помещении в командных соревнованиях. Бронзовый призер I Всероссийской спартакиады по летним видам спорта среди сильнейших спортсменов 2022 года в командных соревнованиях.  
Мастер спорта России. Мастер спорта России международного класса (2022).